# Archidiecezja Saurimo
Archidiecezja Saurimo – archidiecezja rzymskokatolicka w Angoli. Powstała w 1975 jako diecezja Henrique de Carvalho. W 1979 otrzymała obecną nazwę. W 2011 podniesiona do rangi archidiecezji.

## Biskupi diecezjalni
- Metropolici Saurimo 
  - Abp José Manuel Imbamba (od 2011)

- Biskupi Saurimo 
  - Bp Eugenio Dal Corso, P.S.D.P. (1997 – 2008)
  - Bp Pedro Marcos Ribeiro da Costa (1979 – 1997)
- Biskupi Henrique de Carvalho 
  - Bp Pedro Marcos Ribeiro da Costa (1977 – 1979)
  - Abp Manuel Franklin da Costa (1975 – 1977)